# 琪拉·穆拉托娃

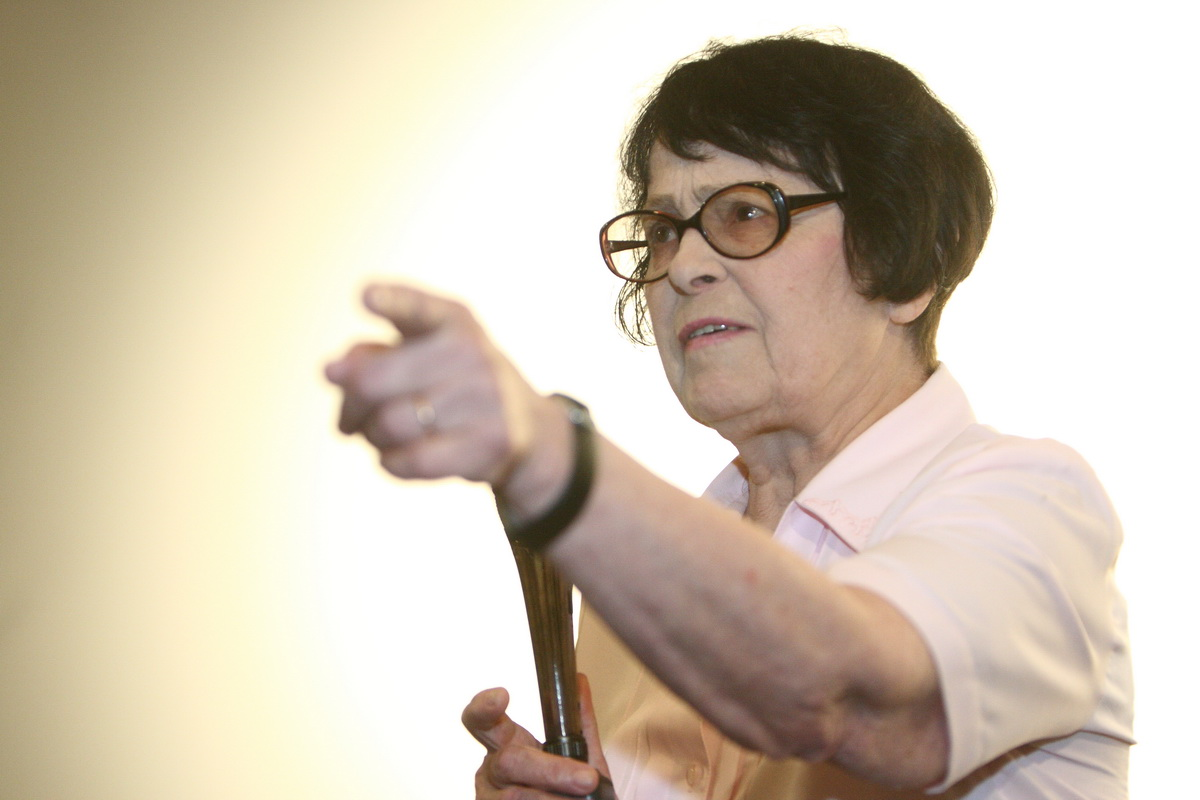
琪拉·穆拉托娃，攝於2010年的敖德薩國際電影節

琪拉·穆拉托娃（俄语：Кира Георгиевна Муратова，1934年11月5日—2018年6月6日）是蘇聯時期烏克蘭的電影導演、編劇與演員。
穆拉托娃於1934年出生於羅馬尼亞王國索羅卡（今屬摩尔多瓦），其父為俄羅斯人，其母為羅馬尼亞人（比薩拉比亞猶太人）。1959她畢業於莫斯科的格拉西莫夫電影學院，隨後長居於烏克蘭敖德薩，於敖德萨电影制片厂擔任導演，1961年首度執導電影。穆拉托娃的作品大多由敖德萨电影制片厂出品，1978年她在在列寧格勒電影製片廠執導了一部電影，後來又回到敖德萨电影制片厂。
穆拉托娃的電影不符蘇聯政府社會主義現實主義的價值觀而受到政府批評，她的電影被蘇聯政府嚴加審查，但她仍成為當代俄羅斯電影界的領導人物之一，1990年代蘇聯解體後仍持續創作新電影。

## 外部連結
- 维基共享资源上的相關多媒體資源：琪拉·穆拉托娃
- Kira Muratova在互联网电影资料库（IMDb）上的資料（英文）
- Kira Muratova fan site (Russian) —  films, biography, news, interviews, articles, photo gallery （页面存档备份，存于）
- Interview with Muratova （页面存档备份，存于）
- 2006 Nika （页面存档备份，存于） （俄語）
- Summary of Two in One （烏克蘭語）
- Photos of Muratova
- Kira Muratova and the Communist Love Triangle （页面存档备份，存于）
- Kira Muratova （页面存档备份，存于）